# Fenix-Deceuninck/2024
Deze pagina geeft een overzicht van de vrouwenwielerploeg Fenix-Deceuninck in 2024.

## Algemeen
Teammanager: Philip Roodhooft
Ploegleiders: Michel Cornelisse, Christoph Roodhooft, Rik Van Slycke, Kris Wouters
Fietsmerk:

## Rensters

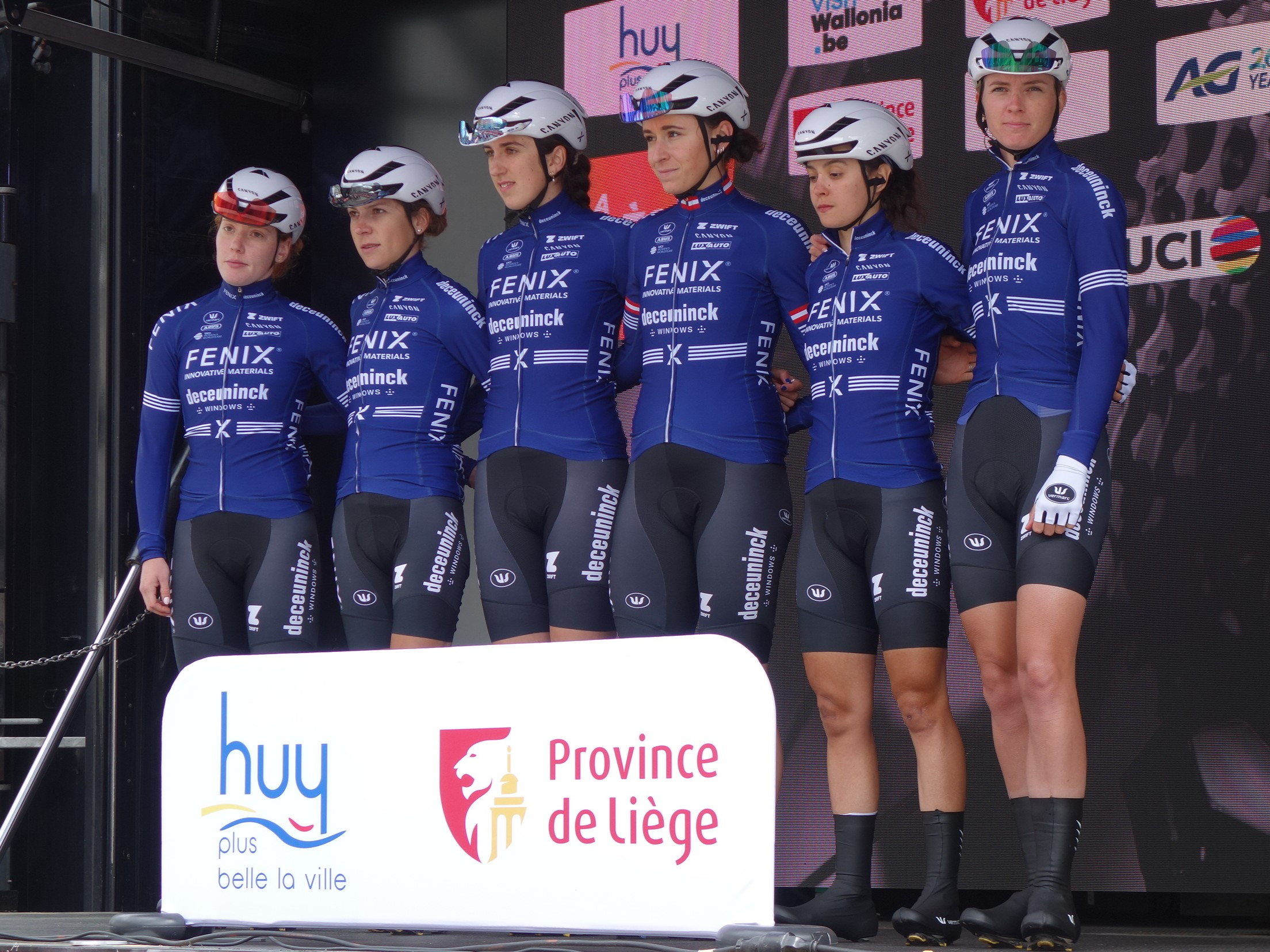
De ploeg in de Waalse Pijl 2024.

| Naam                       | Geboortedatum | Nationaliteit       | Ploeg 2023                   |
| -------------------------- | ------------- | ------------------- | ---------------------------- |
| Ceylin del Carmen Alvarado | 06-08-1998    | Nederland           |                              |
| Sanne Cant                 | 08-10-1990    | België              |                              |
| Millie Couzens             | 29-10-2003    | Verenigd Koninkrijk |                              |
| Julie De Wilde             | 08-12-2002    | België              |                              |
| Yara Kastelijn             | 09-08-1997    | Nederland           |                              |
| Evy Kuijpers               | 15-02-1995    | Nederland           |                              |
| Greta Marturano            | 14-06-1998    | Italië              |                              |
| Flora Perkins              | 16-09-2003    | Verenigd Koninkrijk | Fenix-Deceuninck Continental |
| Puck Pieterse              | 13-05-2002    | Nederland           |                              |
| Pauliena Rooijakkers       | 12-05-1993    | Nederland           | Canyon//SRAM Racing          |
| Carina Schrempf            | 16-10-1994    | Oostenrijk          |                              |
| Christina Schweinberger    | 29-10-1996    | Oostenrijk          |                              |
| Petra Stiasny              | 10-09-2001    | Zwitserland         |                              |
| Marthe Truyen              | 30-09-1999    | België              |                              |
| Aniek van Alphen           | 01-02-1999    | Nederland           | Fenix-Deceuninck Continental |
| Inge van der Heijden       | 12-08-1999    | Nederland           |                              |
| Cecilia van Zuthem         | 27-11-2003    | Nederland           |                              |
| Annemarie Worst            | 19-12-1995    | Nederland           |                              |
| Sophie Wright              | 15-03-1999    | Verenigd Koninkrijk |                              |

### Vertrokken
| Naam               | Geboortedatum | Nationaliteit | Ploeg 2024                     |
| ------------------ | ------------- | ------------- | ------------------------------ |
| Kim de Baat        | 29-05-1991    | België        | Gestopt                        |
| Maria Martins      | 14-12-2004    | Portugal      | ?                              |
| Julie Van de Velde | 02-06-1993    | België        | AG Insurance-Soudal Quick-Step |

## Overwinningen

### Veldrijden
| Kermiscross: Ceylin del Carmen Alvarado Cyclocross Ruddervoorde: Ceylin del Carmen Alvarado Heerderstrand: Ceylin del Carmen Alvarado | Jaarmarktcross Niel: Ceylin del Carmen Alvarado Vlaamse Aardbeiencross: Ceylin del Carmen Alvarado Flandriencross:Ceylin del Carmen Alvarado | Citadelcross: Ceylin del Carmen Alvarado Cyclocross Zonhoven: Ceylin del Carmen Alvarado Zilvermeercross: Ceylin del Carmen Alvarado |

### Wegwielrennen
| Wereldkampioenschappen Wegwedstrijd: Puck Pieterse Setmana Ciclista Valenciana Bergklassement: Olha Kulynych* Ronde van Frankrijk 4e etappe: Puck Pieterse Jongerenklassement: Puck Pieterse | GP Lucien Van Impe Evy Kuijpers |  |

* lid van Fenix-Deceuninck Development Team
AG Insurance-Soudal · Canyon//SRAM · Ceratizit-WNT Pro Cycling · dsm-firmenich PostNL · FDJ-SUEZ · Fenix-Deceuninck · Human Powered Health · Lidl-Trek · Liv AlUla Jayco · Movistar · Roland · SD Worx-Protime · UAE Team ADQ · Uno-X Mobility · Visma|Lease a Bike
Mannen: 2009 · 2010 · 2011 · 2012 · 2013 · 2014 · 2015 · 2016 · 2017 · 2018 · 2019 · 2020 · 2021 · 2022 · 2023 · 2024 · 2025
Vrouwen: 2020 · 2021 · 2022 · 2023 · 2024 · 2025